# Kōdansha
Kōdansha Ltd. (株式会社講談社, Kabushiki-gaisha Kōdansha, La compagnie conteuse d'histoire) est la plus grosse maison d'édition de l'archipel japonais, œuvrant notamment en matière de littérature et de manga. Son siège social est situé à Bunkyō, à Tokyo.

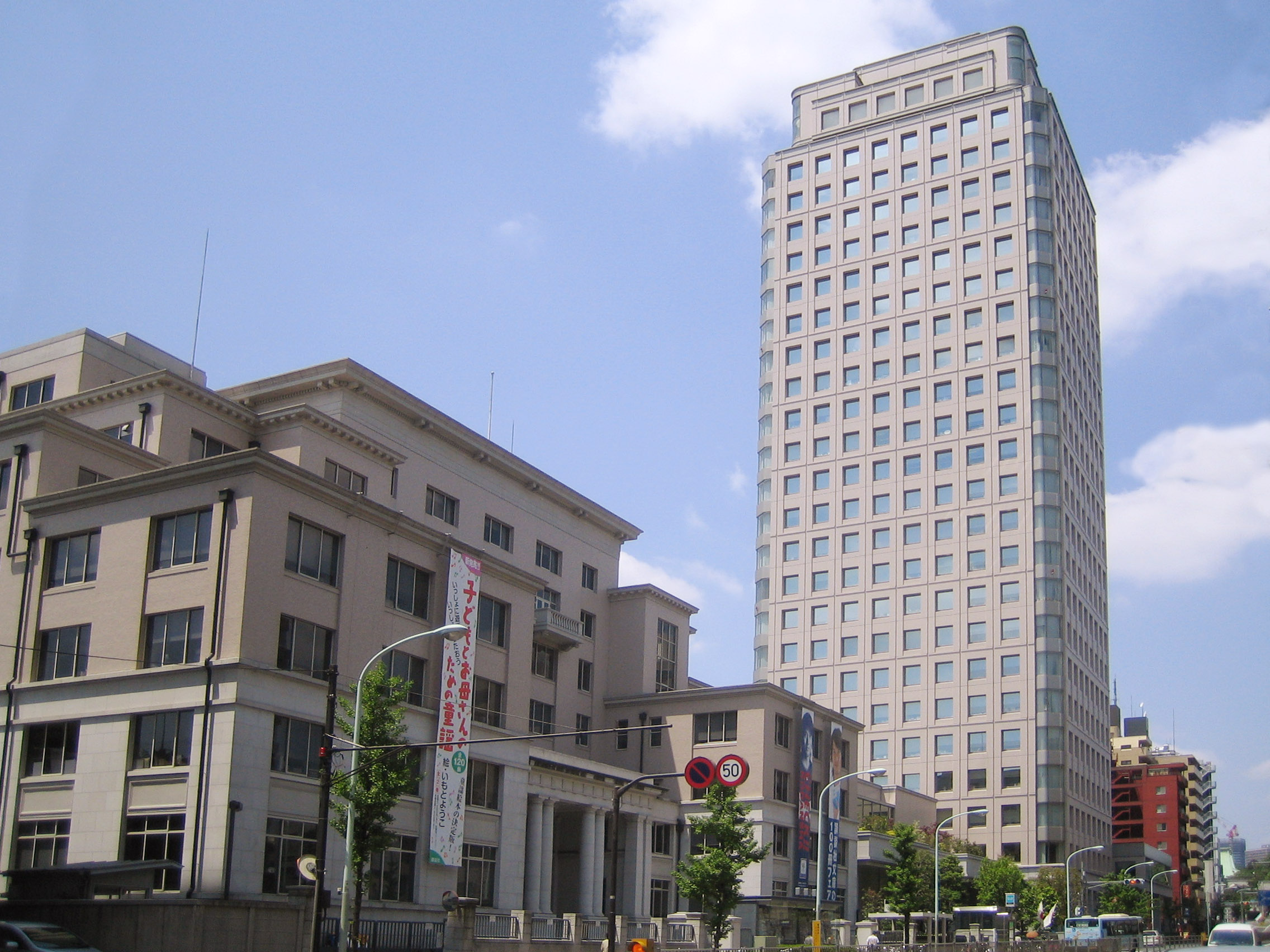
Siège de Kōdansha dans le quartier de Bunkyō à Tokyo.

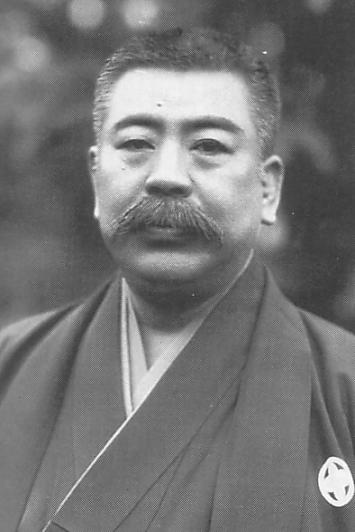
Seiji Noma, (1878-1938), fondateur de Kōdansha.

Kōdansha est surtout connu hors du Japon comme éditeur de manga, publiant les magazines suivants : Bessatsu Friend, Nakayoshi, Afternoon, Weekly Shōnen Magazine, Monthly Shōnen Magazine, Monthly Shōnen Magazine Special, Seasonal Shōnen Magazine Wonder et la trilogie « one day » qui comprend l'hebdomadaire Morning, le bimensuel Evening et le mensuel Monthly Afternoon.
Mais Kōdansha est également un éditeur conventionnel, publiant des magazines littéraires, Gunzō, Gendai et Shūkan Gendai, et des livres aussi variés que des livres de cuisines, de photographies, d'arts martiaux, des atlas, des dictionnaires (Nihongo Daijiten)...
Chaque année depuis 1977, l'éditeur remet le Prix du manga Kōdansha récompensant les meilleurs mangas prépubliés l'année passée au Japon, principalement accordé à des titres de l'éditeur.

## Histoire
Kōdansha a été créé par Seiji Noma en 1909, en tant que société fille de la Dai-Nippon Yūbenkai (littéralement, « Grande société japonaise d'éloquence »). Sa première publication était le magazine littéraire Yūben (« éloquence »). La compagnie prit son nom en 1911, dérivé du nom du magazine Kodan Club édité par la société, au moment de la fusion avec la Dai-Nippon Yūbenkai. Son nom légal est, depuis 1958, la Kabushiki-Gaisha Kōdansha. Son slogan est « Omoshirokute tame ni naru » (« Être intéressant et salutaire »).
Kōdansha possède le groupe Otowa, qui dirige des filiales telles que King records et Kōbunsha, et publie le Nikkan Gendai, un quotidien tabloïd. Elle possède des liens étroit avec la Walt Disney Company et fait partie des sponsors officiels de Tokyo Disneyland.
Il s'agit du plus gros éditeur du Japon, et son revenu annuel a dépassé les 200 milliards de yens (environ 1,5 milliard d'euros). Toutefois, de par la récente récession japonaise et le déclin de l'industrie de l'édition, ses revenus ont baissé et la compagnie a connu ses premières pertes depuis la Seconde Guerre mondiale en 2002. Le second plus grand éditeur, Shōgakukan, est également en train de le rattraper, ce dernier ayant réalisé un revenu de 150 milliards de yens en 2003 contre 165 milliards pour Kōdansha. Par le passé, la différence entre les deux avait dépassé les 50 milliards de yens.
La Kōdansha a été dirigée pendant 24 ans par Sawako Noma, 4e présidente en date après Seiji Noma, Shoichi Noma et Koremichi Noma, et petite-fille du fondateur. Elle a été considérée par Fortune comme la 31e plus puissante femme d'affaires. Elle a notamment établi une filiale en Chine et a créé un service en ligne de commande de livres qui ne sont plus édités. Son fils Yoshinobu Noma (ja)  reprend la présidence à sa suite.

## Relations commerciales
La compagnie possède des parts dans un panel varié de télédiffuseurs à travers le Japon. Elle serait notamment censée détenir 20 % du groupe Tokyo Broadcasting System. Elle détient également des parts dans Nippon Cultural Broadcasting, avec Kōbunsha, Kōdansha ayant par la suite cédé des parts à Fuji TV au cours d'une guerre d'OPA entre Livedoor et Fuji TV.
Kōdansha entretient des relations ambiguës avec la NHK. Nombreux sont les animes tirés des mangas de la compagnie à être diffusés sur NHK, elle diffuse un journal compagnon d'une émission pour enfants de la NHK, mais en même temps, les deux compagnies se retrouvent fréquemment face à face dans les journaux.
Ainsi, en octobre 2000, la NHK a poursuivi Kōdansha pour un article publié par son journal Gendai qui portait accusation sur une émission diffusée en 1997. Après avoir été condamnée à payer 4 millions de yens, la Kōdansha parvint en appel à faire annuler cette sanction et la voir réduite à un démenti partiel. Ce qui n'a pas empêché le magazine Shūkan Gendai, frère du précédent, de poursuivre sur le cas.

## Manga
Liste non exhaustive.

## Magazines
La Kōdansha était partenaire de Pika Édition pour la parution de Shōnen Collection.
À partir de juin 2015, Kōdansha publie ses magazines en version numérique le jour de sortie de la version papier.

### Kodomo
- Comic BonBon (1981-2007)

### Shōjo
- Nakayoshi
- Dessert
- Bessatsu Friend
- Juliet

### Shōnen
- Monthly Shōnen Magazine
- Monthly Shōnen Sirius
- Magazine SPECIAL
- Weekly Shōnen Magazine
- Bessatsu Shōnen Magazine
- Shōnen Rival (succède au Comic BonBon'depuis le 4 avril 2008)
- Shōnen Magazine Edge

### Josei
- Be・Love
- Kiss
- Be・Love Parfait
- One More Kiss

### Seinen
- Morning
- Afternoon
- Evening
- Magazine Z
- Shūkan Gendai
- Young Magazine
- Afternoon Season Zokan
- Young Magazine Uppers

## Anime
Liste non exhaustive.
- 3×3 Eyes (OAV)
- 3×3 eyes seima densetsu (OAV)
- Ah! My Goddess The Movie
- Bakemonogatari
- Barbapapa Sekai wo Mawaru
- Basilisk
- Cardcaptor Sakura
- Cardcaptor Sakura Movie 2: The Sealed Card
- Cardcaptor Sakura: The Movie
- Clover
- Devilman OAV
- eX-Driver (OAV)
- Fairy Tail
- Fairy Tail Zero
- Fatal Fury: The Motion Picture
- Fighting Foodons
- Get Backers
- Ghost in the Shell: Stand Alone Complex
- Ghost in the Shell: Stand Alone Complex - The Laughing Man (OAV)
- Gunsmith Cats (OAV)
- Isekai maō to shōkan shōjo no dorei majutsu
- Kindaichi Shounen no Jikenbo
- Leave it to Kero! Theatrical Version
- Creamy, merveilleuse Creamy
- Miami Guns
- Michael ?!
- Oh My Goddess! (OAV)
- Pugyuru
- Pumpkin Scissors
- Rayearth (OAV)
- Sohryuden - Legend of the Dragon Kings (OAV)
- Sugar Sugar Rune
- Suzuka
- Tokyo Mew Mew
- Touch: Cross Road - Kaze no Yukue
- Tsubasa Chronicle - Nendaiki Torikago no Kuni no Himegimi
- Wrestler Gundan Seisenshi Robin Jr.
- XXXHolic
- You're Under Arrest
- You're Under Arrest OVA
- You're Under Arrest Second Season
- You're Under Arrest Specials
- You're Under Arrest: The Movie

## Kodansha Comics USA
Kodansha Comics USA est une maison d'édition américaine de manga, filiale de l'éditeur japonais Kōdansha. Elle a été fondée le 1er juillet 2008. Les premiers titres publiés sont Ghost in the Shell et Akira. À la suite de la fermeture de l'éditeur américain Del Rey Manga, Kodansha Comics USA a récupéré une grande partie de son catalogue.